# بريتوفو (جاروسلافل)
بريتوفو (بالروسية: Брейтово) هي مدينة في مقاطعة ياروسلافل أوبلاست في روسيا.